# Rhynchobatus immaculatus
Rhynchobatus immaculatus is een vissensoort uit de familie Rhinidae. De wetenschappelijke naam van de soort is voor het eerst geldig gepubliceerd in 2013 door Last, Ho & Chen.